# Emily Escobedo
Emily Escobedo (New Rochelle, 17 dicembre 1995) è una nuotatrice statunitense.

## Carriera
Nel 2021 ha vinto la medaglia d'oro ai Mondiali in vasca corta di Abu Dhabi nei 200m rana.

## Palmarès
- Mondiali in vasca corta

Abu Dhabi 2021: oro nei 200m rana; argento nella 4x50m misti.
- Universiade

Napoli 2019: oro nella 4x100m misti; argento nei 200m rana.